# Bruno Gallo
Bruno Vieira Gallo de Oliveira, noto semplicemente come Bruno Gallo (Niterói, 7 maggio 1988), è un calciatore brasiliano, centrocampista dello Zinzane.

## Caratteristiche tecniche
È un mediano.

## Carriera
È cresciuto nel settore giovanile del Vasco da Gama